# Testa di giovine con berretto piatto
Il disegno a punta d'argento, identificato come Testa di giovine con berretto piatto di Lorenzo di Credi, è conservato a Düsseldorf, al Museum Kunstpalast.

## Storia e descrizione
Questo disegno, che rappresenta il volto di un ragazzo dal modellato levigato, dai capelli morbidi, ricci e fluenti da un piatto berretto, è stato realizzato da Lorenzo di Credi, in data non definibile. La tecnica utilizzata è la punta d'argento, con lumi a rialzo di biacca, su fondale giallognolo. Un ritrattino vivace, di un ragazzo dall'espressione dolcissima, tracciato con poche line e con mano sicura. La capigliatura, a ciocche leggere e ritorte, rimanda a Leonardo da Vinci.
Probabilmente il modello è lo stesso ragazzo che ha posato per il disegno di Credi, oggi conservato all'Albertina di Vienna.
Ha scritto Bernard Berenson: «Io riconosco lo stile del Credi negli occhi imbambolati, nel disegno delle palpebre e delle pupille. [...] La finitezza porcellanata ch'egli ama dare ai suoi dipinti, appare anche nei disegni, ma con minore frigidità di tocco.»